# Барон Камелфорд

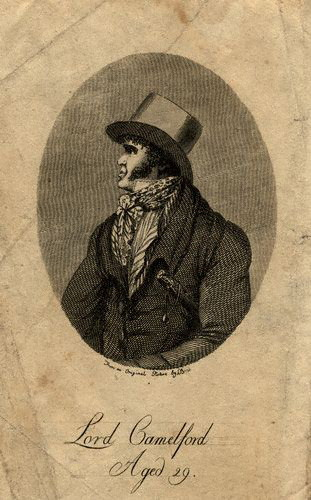
Томас Питт, 2-й барон Камелфод (1775—1804)

Лорд Камелфорд, барон из Боконнока в графстве Корнуолл — угасший дворянский титул в системе Пэрства Великобритании.

## История
Баронский титул был создан 5 января 1784 года для британского политика Томаса Питта (1737—1793), который ранее представлял в Палате общин Олд-Сарум (1761—1768, 1774—1784) и Окхэмптон (1768—1774). Член знаменитой семьи Питт, он был сыном политика Томаса Питта из Боконнока (ок. 1705—1761), внуком Роберта Питта (1680—1727) и правнуком знаменитого купца Томаса «Алмазного» Питта (1653—1726). Томас Питт, 1-й барон Камелфорд, был внучатым племянником Томаса Питта, 1-го графа Лондондерри, племянником Уильяма Питта, 1-го графа Четэма, и кузеном Уильяма Питта Младшего. Зятем Томаса Питта был Уильям Гренвиль, 1-й барон Гренвиль (1759—1834), премьер-министр Великобритании (1806—1807), который был женат на его дочери, Энн Питт (1772—1864).
Баронский титул прервался после смерти его единственного сына, Томаса Питта, 2-го барона Камелфорда (1775—1804), который был убит на дуэли в 1804 году.

## Бароны Камелфорд (1784)
- 1784—1793: Томас Питт, 1-й барон Камелфорд (3 марта 1737 — 19 января 1793), единственный сын Томаса Питта из Боконнока (1705—1761) и Кристин Литтелтон
- 1793—1804: Томас Питт, 2-й барон Камелфорд (19 февраля 1775 — 10 марта 1804), единственный сын Томаса Питта, 1-го барона Камелфорда, и Энн Уилкинсон (1738—1803).